# ヴィグディス・フィンボガドゥティル
ヴィグディス・フィンボガドゥティル（アイスランド語: Vigdís Finnbogadóttir [ˈvɪɣtis ˈfɪnpɔɣaˌtouʰtɪr̥] ( 音声ファイル)、1930年4月15日 - ）は、アイスランドの政治家、第4代大統領。世界初の民選の女性国家元首。
グルノーブル大学、パリ第4大学（ソルボンヌ）、アイスランド大学、コペンハーゲン大学で文学と演劇を学ぶ。英仏文学、特に両言語の戯曲を専攻し、教育学で学位を得る。親仏派である。
アイスランド語を用いたテレビ放送が始まってから2年後の1968年に、フランス語を教えるテレビ番組への出演によって有名になった。
1954年から演劇活動を始めた。1972年から1980年にレイキャビク劇団（Leikfélag Reykjavíkur）の美術監督を務め、1976年からはノルディック諸国文化問題諮問委員会のメンバーを兼任。1980年大統領就任。1984年、1988年、1992年再選。1996年よりハーバード大学の世界の女性指導者会議の議長を務める。ユネスコ親善大使として活躍中。
1989年、大統領として昭和天皇の大喪の礼に参列。その後埼玉県岩槻市（当時）を訪れ、岩槻人形作りを視察した。

## 政策
EUの賛同者である。欧州経済領域(EEA)へのアイスランドの加盟を支持し、国内の猛反対を押し切って1994年に加盟を果たした。後に「私の職歴の中で一番の難局だった」と回想している。
現在多くのアイスランド人が最重要視している環境と言語に早くから重きを置いていた。環境の面では、火山性の島国アイスランドは欧州で最も森林が少ない国であるとして、植樹の重要性を訴えた。グルノーブルとソルボンヌ大学で学び、アイスランド語、外国語の重要性を強調した。1980年の大統領就任演説では「言語は、アイスランドにおける私たちの城だ」と宣言した。

## 関連本
- 「世界ではじめての女性大統領のはなし」ラウン・フリーゲンリング (著), 朱位 昌併 (翻訳);平凡社;2024年5月27日発売;ISBN-13:978-4582839616

| 公職                          | 公職                              | 公職                                |
| ----------------------------- | --------------------------------- | ----------------------------------- |
| 先代 クリスチャン・エルジャン | アイスランド大統領 1980年 -1996年 | 次代 オラフル・ラグナル・グリムソン |